# Diego Martínez (actor)
 Diego Martínez  ( Burgos 19??) fue un actor español que trabajó en el teatro y el cine de Argentina. En la pantalla grande desempeñó sobre todo papeles en comedias, luciéndose especialmente en La pequeña señora de Pérez (1944) y La señora de Pérez se divorcia (1945), protagonizadas por Mirtha Legrand y Juan Carlos Thorry. Fue uno de los actores favoritos del director Carlos Hugo Christensen y trabajó también en el teatro e hizo giras por Europa y América. 

## Filmografía
Actor
- La Parda Flora (1952)
- Miguitas en la cama (1949)
- Un pecado por mes (1949)
- Novio, marido y amante (1948)
- Una atrevida aventurita (1948)
- 30 segundos de amor (1947)
- Con el diablo en el cuerpo (1947)
- Adán y la serpiente (1946)
- Las seis suegras de Barba Azul (1945)
- La señora de Pérez se divorcia (1945)
- La pequeña señora de Pérez (1944)
- Noche de bodas (1942)